# RBM45
RBM45 (англ. RNA binding motif protein 45) – білок, який кодується однойменним геном, розташованим у людей на 2-й хромосомі. Довжина поліпептидного ланцюга білка становить 476 амінокислот, а молекулярна маса — 53 502.
| 10         |  | 20         |  | 30         |  | 40         |  | 50         |
| ---------- |  | ---------- |  | ---------- |  | ---------- |  | ---------- |
| MDEAGSSASG |  | GGFRPGVDSL |  | DEPPNSRIFL |  | VISKYTPESV |  | LRERFSPFGD |
| IQDIWVVRDK |  | HTKESKGIAF |  | VKFARSSQAC |  | RAMEEMHGQC |  | LGPNDTKPIK |
| VFIAQSRSSG |  | SHRDVEDEEL |  | TRIFVMIPKS |  | YTEEDLREKF |  | KVYGDIEYCS |
| IIKNKVTGES |  | KGLGYVRYLK |  | PSQAAQAIEN |  | CDRSFRAILA |  | EPKNKASESS |
| EQDYYSNMRQ |  | EALGHEPRVN |  | MFPFVGEQQS |  | EFSSFDKNDS |  | RGQEAISKRL |
| SVVSRVPFTE |  | EQLFSIFDIV |  | PGLEYCEVQR |  | DPYSNYGHGV |  | VQYFNVASAI |
| YAKYKLHGFQ |  | YPPGNRIGVS |  | FIDDGSNATD |  | LLRKMATQMV |  | AAQLASMVWN |
| NPSQQQFMQF |  | GGSSGSQLPQ |  | IQTDVVLPSC |  | KKKAPAETPV |  | KERLFIVFNP |
| HPLPLDVLED |  | IFCRFGNLIE |  | VYLVSGKNVG |  | YAKYADRISA |  | NDAIATLHGK |
| ILNGVRLKVM |  | LADSPREESN |  | KRQRTY     |  |            |  |            |

A: Аланін

C: Цистеїн

D: Аспарагінова кислота

E: Глутамінова кислота

F: Фенілаланін

G: Гліцин

H: Гістидин

I: Ізолейцин

K: Лізин

L: Лейцин

M: Метіонін

N: Аспарагін

P: Пролін

Q: Глутамін

R: Аргінін

S: Серин

T: Треонін

V: Валін

W: Триптофан

Кодований геном білок за функціями належить до білків розвитку, фосфопротеїнів. 
Задіяний у таких біологічних процесах, як диференціація клітин, нейрогенез, альтернативний сплайсинг. 
Білок має сайт для зв'язування з РНК. 
Локалізований у цитоплазмі, ядрі.